# Janet Yang
Janet Yang (en xinès tradicional: 楊燕子; en xinès simplificat: 杨燕子; en pinyin: Yáng Yànzi; Queens, Nova York, 13 de juliol de 1956) és una reputada productora estatunidenca. En actiu a Hollywood des de la dècada del 1980, ha participat en nombroses pel·lícules i ha col·laborat en televisió guanyant diversos guardons durant la seva trajectòria. Algunes de les produccions amb més ressò en què ha participat són L'Imperi del sol (1987), The Joy Luck Club (1993), L'escàndol de Larry Flynt (1996), Zero Effect (1998), High Crimes (2002), Dark Matter (2007) o l'pel·lícula d'animació, Over the Moon (2020), nominada a l'Oscar. Des de l'agost de 2022 ostenta la presidència de l'Acadèmia de les Arts i les Ciències Cinematogràfiques, essent la primera dona estatunidenca d'origen asiàtic a ocupar aquest càrrec.

## Trajectòria
És graduada en estudis xinesos per la Universitat de Brown i màster en administració d'empreses a la Universitat de Colúmbia. Yang fou presidenta de World Entertainment a San Francisco on dedicà els seus esforços a expandir aquesta petita distribuïdora local especialitzada en pel·lícules de Hong Kong que va obtenir els drets de representació exclusius als Estats Units d'Amèrica per a totes les pel·lícules produïdes a la República Popular de la Xina. Algunes de les obres que distribuí eren dels reconegudíssims cineastes xinesos com Zhang Yimou i Chen Kaige, entre d'altres.

## Filmografia
| Any  | Pel·lícula                                        | Càrrec               |
| ---- | ------------------------------------------------- | -------------------- |
| 1984 | East to West: America Through the Eyes of Chinese | Productora           |
| 1987 | L'imperi del sol                                  | Assessora producció  |
| 1991 | Iron Maze                                         | Productora associada |
| 1992 | Zebrahead                                         | Productora executiva |
| 1992 | South Central                                     | Productora           |
| 1993 | The Joy Luck Club                                 | Productora executiva |
| 1994 | The New Age                                       | Co-Productora        |
| 1995 | Indictment: The McMartin Trial                    | Productora executiva |
| 1995 | Killer: A Journal of Murder                       | Productora           |
| 1996 | The People vs. Larry Flynt                        | Productora           |
| 1998 | Zero Effect                                       | Productora           |
| 1998 | Savior                                            | Productora           |
| 2002 | El pes de l'aigua                                 | Productora           |
| 2002 | High Crimes                                       | Productora           |
| 2004 | Kingdom Hospital                                  | Productora           |
| 2007 | Dark Matter                                       | Productora           |
| 2008 | Year of the Fish                                  | Productora executiva |
| 2009 | Qi Chuan Xu Xu                                    | Productora executiva |
| 2010 | Chinese High School Musical                       | Productora           |
| 2012 | Shanghai Calling                                  | Productora           |
| 2013 | One Night Surprise                                | Productora           |
| 2014 | Documented                                        | Productora executiva |
| 2020 | Over The Moon                                     | Productora executiva |